# 신비아파트 극장판 차원도깨비와 7개의 세계
《신비아파트 극장판 차원도깨비와 7개의 세계》(영어: The Haunted House: The Dimensional Goblin and the Seven Worlds)은 대한민국의 애니메이션 시리즈인 신비아파트 시리즈의 3번째 극장판이다.
총 7개로 나뉘어진 차원들 중 신에 의해 타락한 '어나더'에 의해 혼란이 생긴 여러 세계 속에서 실종된 사람을 구하고, 신비와 구하리 등의 여러 인물이 '제 7세계'라 불리는 근미래를 바탕으로 한 세계에서 모험을 떠나는 작품이다. 그 외 주요한 캐릭터로 '키비'와 '코비'가 등장하며, 이들은 《신비아파트》 세계관상의 종족 '도깨비' 중 '차원 도깨비'에 해당되는 가공의 남매 캐릭터이다.

## 시놉시스
평화롭던 7개의 평행 세계가 새로운 악당 ‘어나더’의 등장으로 위험에 처했다. 차원도깨비 ‘키비’는 평행 세계의 질서를 거스르는 ‘어나더’를 막기 위해 ‘하리’와 ‘신비’에게 도움을 요청한다. ‘키비’로 인해 또 다른 7개의 세계가 존재하고 그곳에는 자신과 똑같은 외모와 이름을 가진 사람들이 살고 있다는 것을 알게 된 ‘하리’. 갑자기 사라진 동생 '두리'와 '금비'도 '어나더'의 세계에 떨어졌다는 사실을 듣게 된다. 동생을 찾기 위해! 평행세계를 구하기 위해! 하리는 마지막 희망의 열쇠가 있는 제 7세계로 모험을 떠난다!

네이버 영화

## 성우진
- 조현정: 신비
- 양정화: 금비
- 강새봄: 키비
- 김영은: 구하리
- 김채하: 구두리
- 신용우: 최강림
- 김명준: 리온 레이몬드
- 여민정: 이가은
- 김현수: 어나더 / 프린스
- 박성태: 대쉬
- 김율: 데드윙
- 강성우: 자간시
- 유혜지: 코비
- 이달래: 남자아이
- 이우리: 가드 1
- 김동현: 가드 2
- 김윤기: 병사 1
- 황동현: 병사 2
- 채림: 안내봇 1
- 박이서: 안내봇 2

## 방영 및 수익
'신비아파트 극장판 차원도깨비와 7개의 세계'는 변영규 감독의 한국 애니메이션 영화로, 2022년 12월 14일에 개봉했다. 영화가 끝나고 크레딧 장면 이후에는 '신비아파트 고스트볼 ZERO'라는 다음 시즌이 이어졌으며, 이는 2023년 3월 30일에 투니버스에서 첫 방송되었다. 같은 해 4월 13일에는 DVD로도 출시되었다. 영화는 투니버스에서 여러 차례 방영되었는데, 2023년 3월 30일과 5월 4일, 그리고 2024년 2월 8일에 다시 방영되었다. 이 방영에는 첫 번째 파트의 6번째 에피소드와 두 번째 파트의 11번째 에피소드가 지연되는 일도 있었다. 영화의 오리지널 사운드트랙 "Beyond Dimension"은 한국 가수 J.Fla가 불렀다. 영화는 전 세계적으로 310만 달러 이상의 수익을 올렸다. 이 작품은 '신비아파트: 금빛 도깨비와 비밀의 동굴' 및 '신비아파트: 하늘도깨비 대 요르문간드'와 같은 신비아파트 시리즈의 일부이며, 한국 애니메이션 및 애니메이션 스타일의 영향을 받은 작품으로 볼 수 있다.

## OST
J.Fla - 차원을 넘어

## 평가
신비아파트와 멀티버스의 만남
인기 애니메이션 <신비아파트> 시리즈의 세 번째 극장판. 이번엔 세계관을 넓혀 평행세계에서 벌어지는 모험을 다룬다. 다른 평행세계로 간 두리와 금비를 찾으러 나선 하리와 신비, 강림의 활약을 중심으로 악당 어나더와 부하들, 차원 도깨비 키비 등이 새로운 캐릭터로 등장한다. 일곱 개의 세계에 살고 있는 주요 캐릭터들이 동시에 등장하는 장면과 의기투합해 악당을 물리치는 장면이 단연 볼거리다. 남매의 우애뿐 아니라 스케일, 액션, 유머까지 극장판만의 매력을 두루 살린다.

정유미 (영화 저널리스트) | ★★★

## 방영
| 채널     | 비고 |
| 투니버스 |      |
| KBS 1TV  |      |

## 같이 보기
- 신비아파트: 금빛 도깨비와 비밀의 동굴
- 신비아파트 극장판 하늘도깨비 대 요르문간드
- 대한민국의 애니메이션